# Hévíz (folyóirat)
A Hévíz magyar művészeti, társadalmi és irodalmi folyóirat, amely 1993 óta jelenik meg Hévíz városában.

## Története
A folyóiratot 1993-ban alapították Hévíz első rendszerváltás utáni polgármestere, Kiss Lajos kezdeményezésére. Ezt követően közel húsz éven keresztül negyedéves időközökkel adták ki. Főszerkesztője előbb Laczkó András, majd 2002-től Alexa Károly volt. 2012-ben a hévízi önkormányzat támogatásával a 20. évfolyamába lépő folyóirat tartalmilag és formailag is megújult; Szálinger Balázs keszthelyi származású költő főszerkesztőként, Cserna-Szabó András író pedig szerkesztőként csatlakozott a laphoz. A megújulás óta a Hévíz két hónapos gyakorisággal jelenik meg, és országos jelentőséget szerzett a magyar irodalmi színtéren.
2013-ban Hévíz városa megalapította a Hévíz Folyóirat Irodalmi Díját, amelyet minden évben olyan író, költő, esszéista kaphat meg, aki a megelőző évben publikált a lapban. A díjban részesült alkotók: Fehér Béla (2013), Háy János (2014), Szántó T. Gábor (2015), Kemény István (2016), Bereményi Géza (2017), Takács Zsuzsa (2018), Földényi F. László (2019), Berta Ádám (2020), Király Kinga Júlia (2021).
2015 februárjában a Magvető Könyvkiadó gondozásában irodalmi antológia jelent meg a lapban 2012 és 2014 között publikált írásokból. 2017-ben Szálinger  átadta a főszerkesztői feladatokat Cserna-Szabó Andrásnak.